# Saumana de Vauclusa
Saumana de Vauclusa (en francès Saumane-de-Vaucluse) és un municipi francès situat al departament de la Valclusa i a la regió de Provença – Alps – Costa Blava.

## Demografia
| 1962                                       | 1968 | 1975 | 1982 | 1990 | 1999 | 2006 |
| ------------------------------------------ | ---- | ---- | ---- | ---- | ---- | ---- |
| 287                                        | 340  | 443  | 581  | 644  | 684  | 760  |
| Des de 1962: població sense dobles comptes |      |      |      |      |      |      |

## Administració
| Període | Identitat         | Partit |
| ------- | ----------------- | ------ |
| 2001-   | Christian Challet |        |